# Cueva de las Manos
A Cova das Mãos ou Cueva de las Manos é uma caverna localizada na província de Santa Cruz, Argentina. A caverna situa-se no vale do rio Pinturas, na Patagónia. É famosa pelas pinturas de mãos feitas por indígenas locais (provavelmente os antepassados dos Tehuelche) há 9000 anos.
Para além das pinturas das mãos há também pinturas de seres humanos, guanacos, emas, felinos e outros animais, assim como cenas de caça. Pinturas semelhantes podem ser encontradas em cavernas ali perto.
A Cova das Mãos é Património Mundial da UNESCO desde 1999.

## Galeria

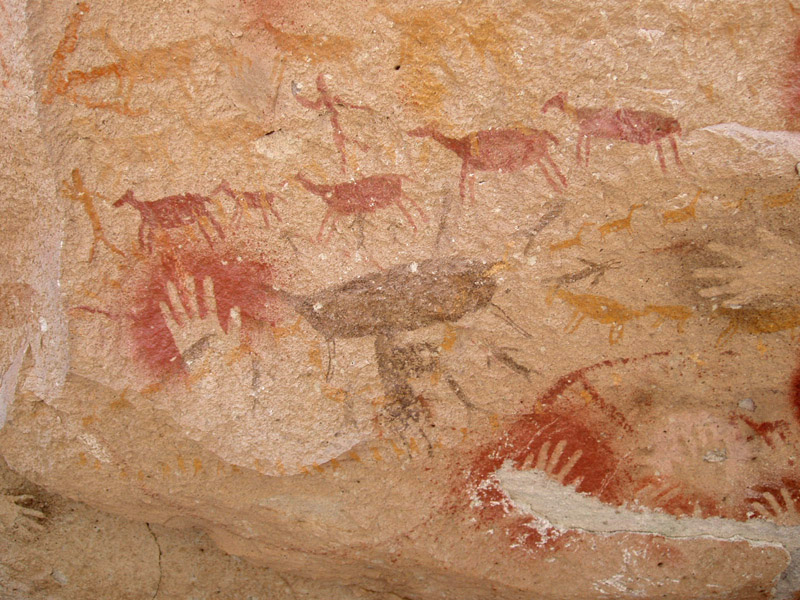
Cena de caça
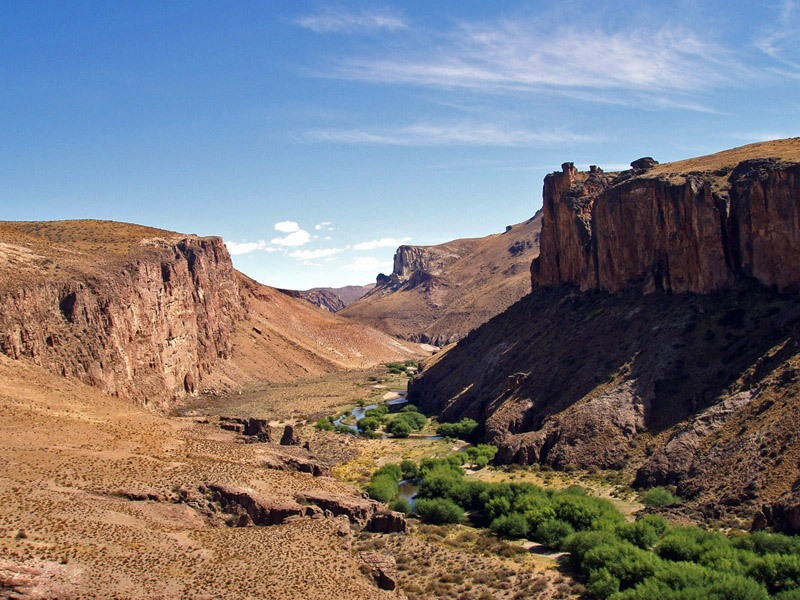
O rio Pinturas atravessando a Cueva de Las Manos, Patagónia, Argentina.